# Vila Franca do Deão
Vila Franca do Deão is een plaats (freguesia) in de Portugese gemeente Guarda en telt 159 inwoners (2001).